# Fritz-Putz-Hütte
Die Fritz-Putz-Hütte ist eine Schutzhütte der Sektion Füssen des Deutschen Alpenvereins (DAV). Sie liegt in den Ammergauer Alpen in Deutschland. Es handelt sich um eine Selbstversorgerhütte ohne Bewirtschaftung.

## Geschichte
Die Sektion Reutte-Füssen trat im Jahr 1887 als 66. Sektion dem Deutschen und Österreichischen Alpenverein bei. 1891 änderte man den Sektionsnamen in Section Füssen. Die Fritz-Putz-Hütte wurde 1934 von der Sektion Füssen des Deutschen und Österreichischen Alpenvereins (DuOeAV) erbaut. Die Hütte ist nach dem Sektionsführer Fritz Putz benannt. Von 1974 bis 1979 erfolgte die Verlegung der Telefon- und Stromkabel sowie der Einbau neuer Fenster. In den Jahren 1981 bis 1982 standen wieder Renovierungsarbeiten an, es wurden zum Beispiel die sanitären Anlagen und das Dach erneuert sowie die Bodenbeläge ausgetauscht.

## Lage
Die Hütte befindet sich bei Schwangau im Landkreis Ostallgäu in der Bleckenau. Eine frühere Schreibweise ist Blöckenau.

## Zustieg
- Von Hohenschwangau über Schloss Neuschwanstein in die Bleckenau zur Hütte, Gehzeit 1,5 Std.
- Von der Bergstation des Tegelberg in die Bleckenau, Gehzeit 1,5 Std.
- Von Mai bis Oktober mit dem Zubringerbus des Berggasthofes Bleckenau, von dort zur Hütte sind es noch 300 m.[4]

## Nachbarhütten
- Drehhütte; ganzjährig bewirtschaftet
- Jägerhütte, oberhalb der Bleckenau im Hochtal der Pöllat; während der Sommersaison bewirtschaftet
- Kenzenhütte; ganzjährig bewirtschaftet, mit Übernachtungsmöglichkeit
- Rohrkopfhütte; ganzjährig bewirtschaftet
- Sepp-Sollner-Hütte; Selbstversorgerhütte

## Touren und Gipfel
- Vom Fritz-Putz-Haus über die Hochplatte zur Kenzenhütte, 13,1 km, Gehzeit 4 Std.
- Vom Bahnhof Füssen zur Fritz-Putz-Hütte, 9,6 km, 3,5 Std.
- Säulingtour von der Bleckenau über das Säulinghaus zurück nach Hohenschwangau, 10,4 km, Gehzeit 7 Std.
- Rund um den Säuling, 13,1 km, Gehzeit 5 Std.
- Hoher Straußberg + Ahornspitze, 8,8 km, Gehzeit 5,8 Std.
- Bergtour zum Schlagstein (Bleckenau), 12,3 km, Gehzeit 5,2 Std.
- Bergtour von der Bleckenau auf den Schlagstein, 8,3 km, 3,8 Std.
- Bleckenau via Kofelalp und Dürrenberg Alm zum Uri-See, 8,2 km, Gehzeit 3,5 Std.[5]

## Karten
- ATK25-R08 Füssen (Amtliche Topographische Karte 1:25.000 Bayern): Schwangau, Reutte, Rieden am Forggensee, Plansee, Ammergebirge-West, Forggensee, ISBN 978-3899335248